# Nap negre

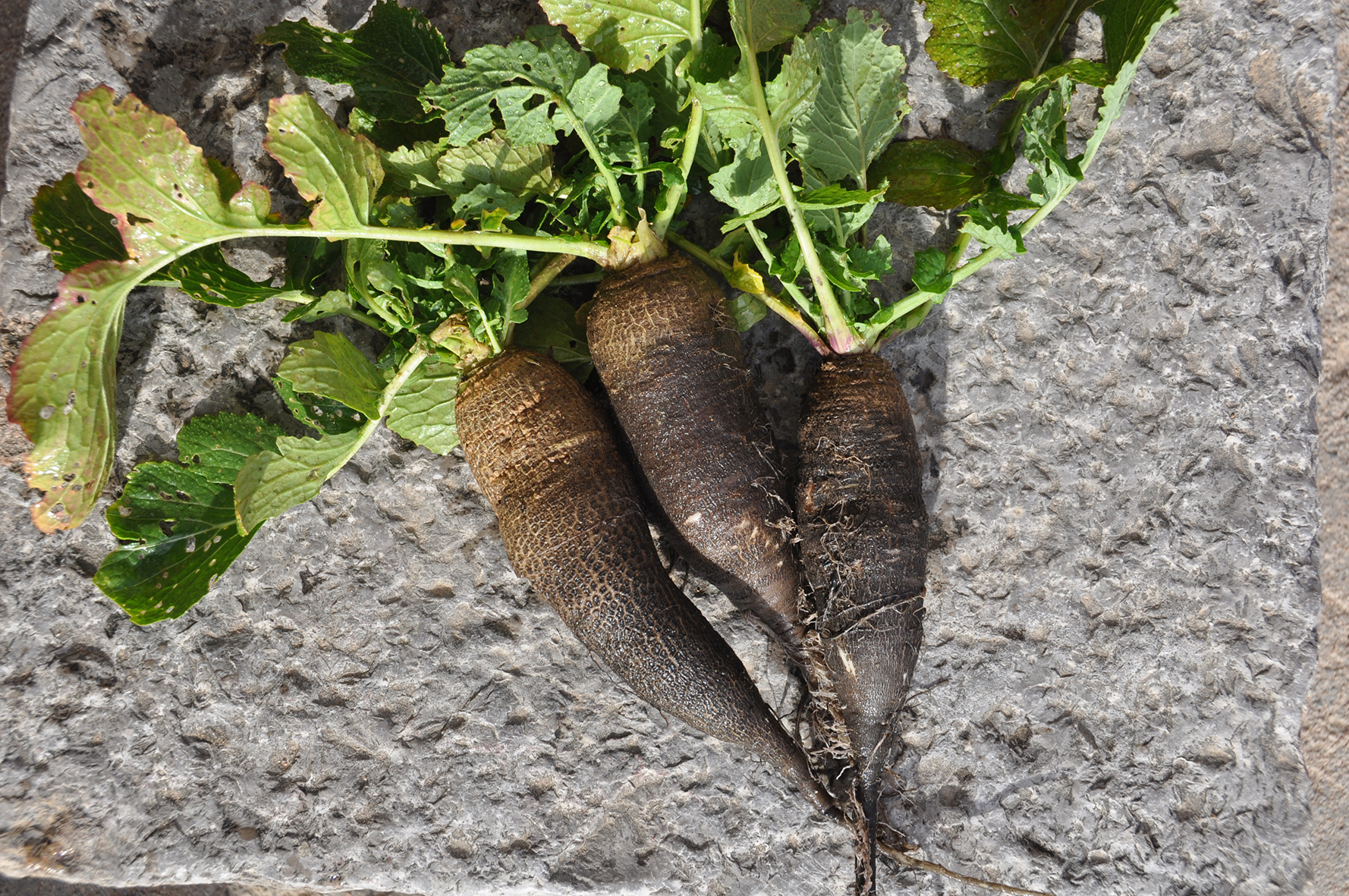
Nap negre

El nap negre és una varietat cultivar de nap. És un tubercle de pell negra, carn blanquinosa, llarg i prim, d'uns 20 cm de longitud. Està ben adaptat al clima fred i a la sequera. Se’n consumeix l'arrel. Es menja bullit, amanit, confitat o guisat amb carn. És més fi i saborós que les d'altres varietats, amb un toc dolç.
Quan la fil·loxera arrasà amb la vinya a finals del segle xix, els pagesos van haver de buscar una alternativa al seu conreu. Així, començà a cultivar-se a Campmany (Baix Empordà) ja que resistia bé el fred i era adient per a fer escudella. Anà perdent protagonisme a mesura que la vinya s'anà recuperant, malgrat s'anà estenent a altres localitats empordanenques, garrotxines i del Pla de l'Estany. A principis del segle XXI, però, ja no es conreava a Campmany.